# Ceratophysella gibbosa
Ceratophysella gibbosa är en urinsektsart som först beskrevs av Bagnall 1940.  Ceratophysella gibbosa ingår i släktet Ceratophysella och familjen Hypogastruridae. Arten är reproducerande i Sverige. Inga underarter finns listade i Catalogue of Life.